# 和歌山県道42号新宮停車場線
和歌山県道42号新宮停車場線（わかやまけんどう42ごう しんぐうていしゃじょうせん）は、新宮停車場から和歌山県新宮市新宮に至る主要地方道である。

## 概要

### 路線データ
- 起点：和歌山県新宮市徐福2丁目（新宮駅）
- 終点：和歌山県新宮市大橋通2丁目（速玉大社前交点＝国道42号交点）
- 陸上距離：909m（実延長）[2]

## 歴史
本路線は、旧道路法（大正8年法律第58号）によって指定されていた県道新宮停車場線を継承したものである。道路法（昭和27年法律第180号）第56条の規定に基づき、主要な都道府県道として1954年に指定され、同法第7条の規定に基づいて同年に和歌山県が認定した。

### 年表
- 1954年（昭和29年）1月20日 - 建設省（当時）が新宮停車場線として主要地方道に指定[3]。
- 1954年（昭和29年）4月6日 - 和歌山県が新宮停車場線を認定するとともに供用を開始[4]。
- 1993年（平成5年）5月11日 - 建設省から、県道新宮停車場線が新宮停車場線として主要地方道に再指定される[5]。

## 路線状況

### 重複区間
- 和歌山県道232号池田港線（新宮市徐福2丁目 地内）

## 地理

### 通過する自治体
- 新宮市

### 交差する道路
- 和歌山県道232号池田港線（新宮市徐福2丁目）
- 国道42号（速玉大社前交差点）

### 沿線
- オークワ新宮仲之町店
- 新宮城
- 熊野速玉大社